# Speak Now
Speak Now je třetí album americké country zpěvačky a textařky Taylor Swift. Bylo vydáno 25. října 2010 společností Big Machine Records. Album se připravovalo od roku 2008 do roku 2010 s pomocí Swift a Nathana Chapmana. Stylově se album řadí do country-popu, obsahuje lyrická témata týkající se romantiky a (ne)šťastné lásky. Album je inspirováno zpěvaččiným životem, písničky popisují její zkušenosti.
Z alba vzešlo 6 singlů. Čtyři písně z alba se umístily v top 10 na Billboard Hot 100: dva singly Mine a Back to December, propagační píseň Speak Now a bonusová skladba If This Was a Movie z deluxe edice. Tři singly se umístily v první dvacítce: Mean, Sparks Fly a Ours. Další singl, The Story of Us, byl zpěvaččiným prvním počinem poslaným do popových rádií. Swift se v rámci propagování vydala na turné Speak Now World Tour, které se konalo od února 2011 do března 2012.
Speak Now získalo pozitivní recenze od většiny hudebních kritiků, kteří pochválili Taylořiny dobře zpracované texty a témata. Album debutovalo jako číslo jedna na americkém žebříčku Billboard 200, během prvního týdne se prodalo přibližně 1 047 000 kusů. Kvůli silnému prodeji digitálních kopií všech čtrnáct písní ze standardní edice alba směřovalo na Billboard Hot 100 se singlem Mine v čele, které se umístilo nejvýš na čísle tři. Ve Spojených státech se prodalo 3 590 000 kopií a albu byl udělen certifikát „Trojitá platina“ Asociace nahrávacího průmyslu Ameriky (RIAA).

## Seznam skladeb
Všechny skladby napsala samotná Taylor Swift až na píseň If This Was a Movie, kterou napsala spolu s Martinem Johnsonem. Swift a Nathan Chapman produkovali všechny skladby.
| Speak Now – Standardní edice | Speak Now – Standardní edice | Speak Now – Standardní edice |
| Pořadí                       | Název                        | Délka                        |
| ---------------------------- | ---------------------------- | ---------------------------- |
| 1.                           | Mine                         | 3:50                         |
| 2.                           | Sparks Fly                   | 4:20                         |
| 3.                           | Back to December             | 4:53                         |
| 4.                           | Speak Now                    | 4:00                         |
| 5.                           | Dear John                    | 6:43                         |
| 6.                           | Mean                         | 3:57                         |
| 7.                           | The Story of Us              | 4:25                         |
| 8.                           | Never Grow Up                | 4:50                         |
| 9.                           | Enchanted                    | 5:53                         |
| 10.                          | Better than Revenge          | 3:37                         |
| 11.                          | Innocent                     | 5:02                         |
| 12.                          | Haunted                      | 4:02                         |
| 13.                          | Last Kiss                    | 6:07                         |
| 14.                          | Long Live                    | 5:17                         |
| Celková délka:               | Celková délka:               | 1:07:03                      |

| Speak Now – Edice severoamerckého iTunes | Speak Now – Edice severoamerckého iTunes | Speak Now – Edice severoamerckého iTunes |
| Pořadí                                   | Název                                    | Délka                                    |
| ---------------------------------------- | ---------------------------------------- | ---------------------------------------- |
| 15.                                      | Ours                                     | 3:58                                     |
| 16.                                      | If This Was a Movie                      | 3:54                                     |
| 17.                                      | Superman                                 | 4:36                                     |
| 18.                                      | Back to December (acoustic)              | 4:52                                     |
| 19.                                      | Haunted (acoustic)                       | 3:37                                     |
| 20.                                      | Mine (pop mix)                           | 3:50                                     |
| Celková délka:                           | Celková délka:                           | 1:31:00                                  |

| Speak Now – Edice evropského iTunes | Speak Now – Edice evropského iTunes | Speak Now – Edice evropského iTunes |
| Pořadí                              | Název                               | Délka                               |
| ----------------------------------- | ----------------------------------- | ----------------------------------- |
| 21.                                 | Mine (US version)                   | 3:50                                |
| 22.                                 | Back to December (US version)       | 4:53                                |
| 23.                                 | The Story of Us (US version)        | 4:26                                |
| Celková délka:                      | Celková délka:                      | 1:44:09                             |